# 市岡ショーン
市岡 ショーン（いちおかショーン、1991年〈平成3年〉4月3日 - ）は、日本のプロバスケットボール選手。アメリカ合衆国カリフォルニア州ロサンゼルス出身。ポジションはスモールフォワード兼パワーフォワード。B.LEAGUE・滋賀レイクス所属。本名はショーン・ヒロシ・ヒンクリー（Sean Hiroshi Hinkley）。

## 来歴
アメリカ合衆国・ロサンゼルス生まれ。父の影響で5歳からバスケットボールを始め、ウエストトランス高等学校では地域の優秀選手に選出された経験を持つ。
高校卒業後の2010年7月、リンク栃木ブレックスと契約を結び、「ショーン・ヒンクリー」の登録名で、ブレックスと、その下部組織であるTGI D-RISEで試合に出場した。
JBL最終シーズンとなる2012-13シーズンはトヨタ自動車アルバルクでプレー。
リーグがNBLに改編された2013-14シーズンにアイシン シーホース三河へ移籍し、「市岡ショーン」の名で登録され、以後は一貫して「市岡ショーン」を使用している。シーズン終了後、学業に専念するため退団。
その後サンディエゴコミュニティカレッジを経て、2015-16シーズン終盤にアイシン三河に復帰した。
NBLがbjリーグと統合しB.LEAGUEが開幕した2016-17シーズンも三河（旧：アイシン三河）でプレーしたが、シーズン終了後に退団した。
翌2017-18シーズンは無所属で米国の大学で経理の勉強に励み、痛みがあった両膝など体のケアにも努めた。
2018-19シーズンから2シーズンレバンガ北海道でプレーし、1シーズンの無所属を経て2021-22シーズンは福島ファイヤーボンズで、2022-23シーズンの途中より越谷アルファーズでプレーした。
2023-24シーズン、熊本ヴォルターズに加入した。レギュラーシーズン全試合（スターター11回）・プレーオフ全試合に出場。ベンチスタートが多かったが、シーズン後半、外国籍選手が負傷離脱している間はスターター起用もあり、インサイドオフェンスの要として得点を重ねた。
2024-25シーズン、滋賀レイクスへ加入。

## 人物

### 選手としての特徴
インサイドで身体を張る献身的なビッグマン。主に外国籍選手とマッチアップする為、ファールが多くなりやすい。しかし、タッチの柔らかなミドルシュートや日本人離れした豪快なアリウープ等を見せる。

### 日本代表として
アメリカと日本の二重国籍であったヒンクリーは、日本代表ヘッドコーチだったトーマス・ウィスマンの誘いを受け日本国籍を選択、2011年に日本代表候補に選出される。翌2012年にはFIBAアジアカップに出場、準優勝に貢献した。

### 私生活
- 曾祖父は大日本東京野球倶楽部（後の巨人軍）初代総監督、日本職業野球連盟初代理事長、東京巨人軍初代代表を歴任した市岡忠男である。[要出典]
- アメリカ人の父と日本人の母を持ち、東京都に在住する祖父母を訪ねるため毎年夏に日本を訪れていた[2]。「市岡ショーン」はパスポートに記載されている氏名であり、国際大会では国際バスケットボール連盟の規定により「市岡ショーン」の名前が使われる[14]。
- 2023-24シーズン終了後にアメリカへ帰国したが[15]、ブースター感謝祭[16]への参加のためだけに再来日した[17]。

## 個人成績
| シーズン | チーム   | GP | GS | MPG  | FG%   | 3P% | FT%  | RPG | APG | SPG | BPG | TO  | PPG |
| -------- | -------- | -- | -- | ---- | ----- | --- | ---- | --- | --- | --- | --- | --- | --- |
| 2010-11  | 栃木     | 10 | 0  | 5.2  | 44.4  | 0   | 40.0 | 1.7 | 0.2 | 0.1 | 0.2 | 0.3 | 2.0 |
| 2011-12  | 栃木     | 22 | 0  | 8.3  | 45.5  | 0   | 36.8 | 2.3 | 0.1 | 0.3 | 0.4 | 0.5 | 2.6 |
| 2012-13  | トヨタ   | 24 | 0  | 7.8  | 41.8  | 0   | 51.3 | 2.1 | 0.3 | 0.3 | 0.3 | 0.4 | 2.8 |
| 2013-14  | アイシン | 51 | 0  | 14.4 | 45.9  | 0   | 38.7 | 4.6 | 0.8 | 0.3 | 0.5 | 0.6 | 4.0 |
| 2015-16  | アイシン | 14 | 4  | 12.4 | 34.5  | 0   | 61.5 | 2.7 | 0.3 | 0.2 | 0.4 | 0.1 | 2.0 |
| 2016-17  | 三河     | 22 | 1  | 7.3  | 30.0  | 0   | 50.0 | 2.1 | 0.3 |     |     |     | 0.8 |
| 2018-19  | 北海道   | 19 | 0  | 12.2 | 40.7  | 0   | 52.6 | 3.4 | 0.7 |     |     |     | 2.8 |
| 2019-20  | 北海道   | 39 | 16 | 17.6 | 41.7  | 0   | 51.2 | 4.5 | 1.2 |     |     |     | 3.8 |
| 2021-22  | 福島     | 45 | 3  | 17.5 | 45.3  | 0   | 55.9 | 4.4 | 2.1 | 0.6 | 0.3 | 1.1 | 0.8 |
| 2022-23  | 越谷     | 2  | 0  | 13.4 | 100.0 | 0   | 0    | 2.0 | 0.5 | 0.5 | 0.5 | 0.0 | 1.0 |
| 2023-24  | 熊本     | 60 | 11 | 14.4 | 55.5  | 0   | 50.9 | 3.2 | 0.9 | 0.6 | 0.6 | 0.7 | 2.5 |